# Georg Joseph von Brentano
Georg Joseph Friedrich von Brentano, född 26 februari 1746 i Regensburg, död 20 december 1798, var en tysk-fransk friherre, militär och diplomat, även i svensk och turkisk tjänst.
Brentano hade varit hovråd och kammarherre, då han 1771 gick i fransk tjänst, bevistade 1774 turkarnas fälttåg mot ryssarna och tillhörde 1780-83 den franska undsättningskåren i Nordamerika. Han var 1784-87 i Turkiet och sände både till Versailles och Stockholm rapporter om förhållandena där. 1788 kom von Brentano till Stockholm och överlade i hemligthet om sättet för en svensk-turkisk krigföring mot Ryssland. Han utnämndes 1789 till överste i svensk tjänst och sändes till Turkiet. Han lyckades vinna sultanen för sig och stod i intim förbindelse med ministären. Hans planer för anfallet följdes dock inte av den allsmäktige storvesiren. På von Brentanos förslag sände Gustav III 1790 svenska officerare till Turkiet. Underrättelsen om Sveriges fred i Värälä gjorde slut på von Brentanos inflytande hos sultanen. von Brentano erhöll i januari 1792 avsked ur svensk tjänst, sedan han varit nära att bli svensk minister i Konstantinopel. Han kvarstannade där till 1794 och erhöll en årlig svensk pension om 500 dukater fram till sin död i Regensburg 1798.